# Grupo de Acción Revolucionaria
El Grupo de Acción Revolucionaria (GAR) es una agrupación de orientación trotskista surgida en México en el año 2005. El GAR fue fundado por jóvenes provenientes de distintas experiencias de lucha y procesos organizativos, como el Partido Revolucionario de los Trabajadores, que les arrojó como necesidad la formación de esta organización. Actualmente busca el reconocimiento formal como la sección mexicana de la Coordinadora por la Refundación de la Cuarta Internacional (CRCI).

## Historia
En marzo de 2005, un grupo de jóvenes trotskistas se desprenden por izquierda del Partido Revolucionario de los Trabajadores, y deciden formar el Grupo de Acción Revolucionaria. La caracterización del GAR contemplaba el agotamiento histórico del PRT como alternativa de lucha para los explotados y los oprimidos, y denunciaba el amoldamiento de su dirección a los fenómenos pequeñoburgueses que aparecían constantemente en el escenario, alejándose cada vez más de los planteamientos de la revolución permanente y la lucha por la dictadura del proletariado, a tono con la problemática histórica de la crisis de la dirección revolucionaria del proletariado que León Trotski había planteado en el Programa de Transición. El PRT nunca reconocería esta posición y mucho menos que los miembros fundadores del GAR militaron en sus filas.
El Grupo de Acción Revolucionaria, se constituyó al calor de las luchas por órganos democráticos de representatividad estudiantil en la todavía Universidad de la Ciudad de México, y contra las modificaciones neoliberales a los programas educativos en la Facultad de Ingeniería de la Universidad Nacional Autónoma de México, siendo sus fundadores actores principales en la dirección de dichos procesos de movilización estudiantil. El surgimiento del GAR como alternativa se da en medio de un profundo reflujo que experimentó el movimiento estudiantil universitario, democrático y progresista de la UNAM, todavía producto de la histórica lucha y el movimiento de huelga de 1999-2000; así como también en medio del descenso del Movimiento altermundista o globalifóbico, que agrupaba a muchos sectores de jóvenes y estudiantes, muchos de ellos renuentes a la organización e inclinados solo por el planteamiento de la acción directa, el boicot y la desobediencia civil.
Por su composición, el GAR se replegó dentro del movimiento estudiantil, pero nunca asumió posiciones únicamente estudiantilistas, clásicas de las agrupaciones que realizan su práctica política sólo dentro de los espacios educativos. Con la perspectiva de la búsqueda de la construcción de una alternativa obrera y socialista para los explotados y los oprimidos, el GAR ha intentado a penetrar en los sectores populares, campesinos y obreros, aunque sin gran presencia.

## Publicaciones
La principal publicación del Grupo de Acción Revolucionaria es "Acción Revolucionaria", órgano central de la organización, de publicación no periódica. Esta herramienta tiene la función de ser el principal difusor de las ideas y los análisis del GAR; es una herramienta de agitación que en su haber también organiza a la agrupación. El primer número de Acción Revolucionaria apareció en octubre de 2006.
El GAR cuenta con algunas ediciones de aparición irregular: el mural "El lado radial del cuadrado", reediciones de la revista "En defensa del marxismo" así también numerosos boletines, panfletos y manifiestos de atención especial. El grupo tuvo el proyecto de publicar su revista teórica "Acción Obrera", herramienta de divulgación y agitación de sus organizaciones de base dentro de los sindicatos; no obstante, no se ha concretado.

## La lucha por la refundación de la IV Internacional

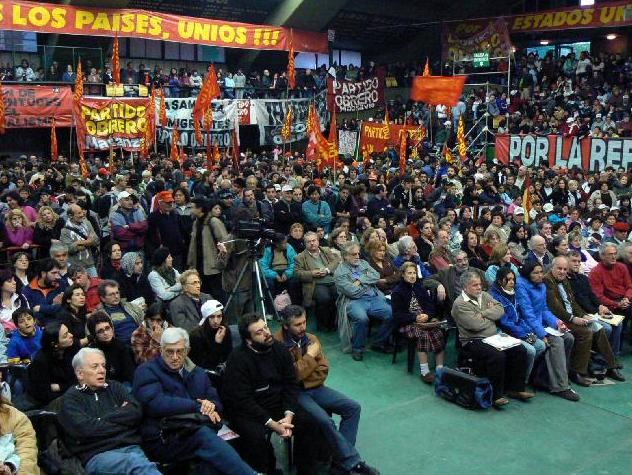
En el congreso del Partido Obrero. 2006

El GAR reivindica la necesidad de la refundación de la IV Internacional, por lo que desde 2005 comenzó el acercamiento y discusión con la Coordinadora por la Refundación de la Cuarta Internacional (CRCI). El GAR sostiene la crítica al estalinismo sobre la imposibilidad de llevar a cabo el socialismo en un solo país y considera a la revolución socialista como tarea del proletariado internacional. Por lo tanto, el GAR aborda la tarea de refundar la IV Internacional como partido de la clase obrera en todo el mundo.
La posición de la CRCI fue conocida por el núcleo fundador del GAR en 2005 en Venezuela, en el contexto del Festival Mundial de la Juventud. En 2006 participó en el Congreso Nacional del Partido Obrero en Argentina, donde formalizó su compromiso y orientación en la lucha por refundar la Cuarta Internacional, quedando como un representante informal de la CRCI. Es hasta abril de 2010, donde el GAR solicita el reconocimiento formal como la sección mexicana, en el contexto del 1.er Congreso Nacional del Grupo de Acción Revolucionaria.
La Coordinadora por la Refundación de la Cuarta Internacional, cuyo órgano de difusión es el periódico El Obrero Internacional, integra al EEK (Grecia), el PCL (Italia), el PT (Uruguay), DIP (Turquía), PO (Argentina), entre otras.